# Louis Bouquet
Pour les articles homonymes, voir Bouquet.
 (novembre 2014).
Si vous disposez d'ouvrages ou d'articles de référence ou si vous connaissez des sites web de qualité traitant du thème abordé ici, merci de compléter l'article en donnant les références utiles à sa vérifiabilité et en les liant à la section « Notes et références ».
Louis Marius Bouquet né le 6 décembre 1885 à Lyon et mort le 25 février 1952 à Saint-Rambert-l'Île-Barbe est un peintre et graveur français.

## Biographie

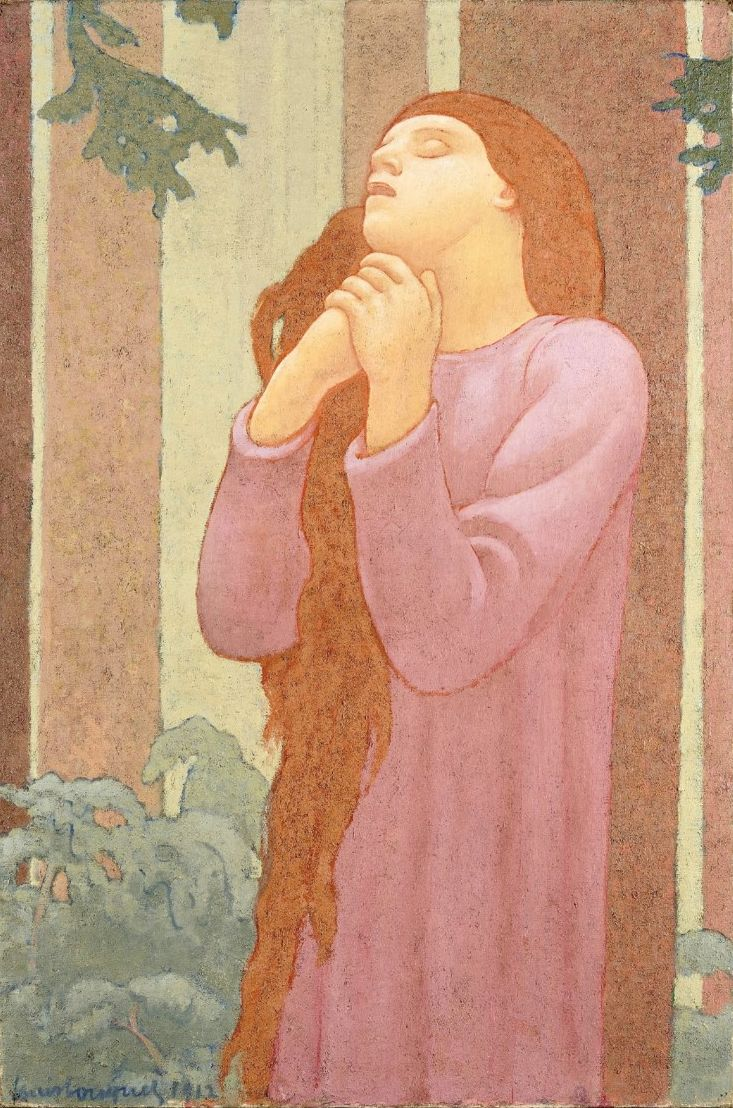
Attribué à Louis Bouquet, Orante (1912), huile sur toile, localisation inconnue.

Louis Bouquet naît au 31, quai des Brotteaux à Lyon, le 6 décembre 1885, il est le quatrième d'une famille de cinq enfants (Emma, Henri, Auguste, Louis et Romain). Son père, Édouard Bouquet (1843-1915), est originaire de la Tour-du-Pin (Isère), ingénieur civil, il fut directeur des carrières de Villebois (Ain) et Montalieu (Isère). Sa mère, Marie Prudhomme (1852-1938) est issue d'une famille de La Côte-Saint-André et de Vienne (Isère).
De 1892 à 1902, il est élève au lycée Ampère à Lyon. En 1903, il intègre l'École nationale supérieure des beaux-arts de Lyon qu'il quitte en octobre 1907 pour l'École des beaux-arts de Paris où il est admis dans l'atelier de Fernand Cormon jusqu'en juillet 1910. Bouquet se lie d'amitié avec Joseph Bernard et Marcel-Lenoir. Il est l'élève de Paul Baudoüin à l'atelier de fresque en 1911 et également l'élève de Marcel-Lenoir.
En 1912, Maurice Denis l'associe à la décoration du plafond du théâtre des Champs-Élysées à (Paris), sur ce chantier  il fait la connaissance de Jeanne-Marie dos Santos (1886-1919) qu'il épouse la même année. Leur fille Marie-Madeleine (1913-1998) naît l'année suivante.
En 1914, il quitte la cité Falguière à Paris pour s'installer à Saint-Germain-en-Laye, puis il emménage à Louveciennes avec son épouse. Poitrinaire, il n'est pas mobilisé à la déclaration de la Première Guerre mondiale. Son épouse meurt à Lyon le 19 mars 1919. L’artiste s’installe à Paris au 1, rue Leclerc. La même année, il voyage en Tunisie.
Il expose au Salon d'automne de 1920 dans une salle consacrée au groupe Ziniars, dont l'existence fut brève (1920-1924). Il participe à la création du Salon du Sud-Est.
En 1922, il épouse en deuxièmes noces Madeleine dos Santos (1888-1965).
Il devient membre du comité d’admission de la classe VI (art et industrie du verre dans l’architecture) de l’exposition internationale des Arts décoratifs et industriels modernes de 1925 à Paris. En 1926, il participe à la rétrospective du Salon des indépendants où il expose l'année suivante une étude et une esquisse.
En 1929, il postule à un poste de professeur de composition décorative à l’École des beaux-arts du Caire. À l’issue des commandes en vue de la construction du musée des colonies à Paris, l'artiste loue un vaste atelier au 65, boulevard Arago à la Cité fleurie.
Sa peinture demeure liée à celles de Maurice Denis et de Marcel-Lenoir (1872-1931), personnalités emblématiques du renouveau de la peinture religieuse en France au début du XXe siècle. Son art monumental, apprécié des architectes, en particulier de Michel Roux-Spitz (1888-1957) et d'Albert Laprade (1883-1978), s'illustre sur de nombreux chantiers publics et religieux dans l’entre-deux guerres, pour le salon de l’Afrique du musée des colonies (1931), ou encore à l'église du Saint-Esprit à Paris (1933). Unanimement loués lors de l'Exposition coloniale de 1931, ses travaux lui valent d'être sollicité peu après par les frères Édouard et Jean Niermans pour le nouvel hôtel de ville de Puteaux (1931-1934) ainsi qu’à la Grande Poste de Lyon (1937-1940) qui, avec ses 300 m2 de fresque, constitue une des plus importantes démonstrations de l’art mural confiées à un seul peintre en France dans l’entre-deux-guerres. Bouquet s’impose très tôt comme l’un des plus brillants décorateurs du moment dans une complicité avec les sculpteurs en taille directe que sont Joseph Bernard (1866-1931) et Alfred Janniot (1889-1969).
En 1935, il voyage avec sa femme, en Italie (Florence, Arezzo, Assise puis Orvieto et Pise).
En 1937, il réalise la fresque de l'hôtel des postes de la place Antonin-Poncet, à Lyon.
En décembre 1939, le peintre est sollicité par Albert Laprade pour un projet de décor (non réalisé) pour le Palais de justice de Pointe-à-Pitre, La Mort d’Orphée. La même année, Bouquet postule sans succès pour un poste de professeur à l’École des beaux-arts de Lyon. En avril 1940, Billiet intervient sans résultat auprès de l’administration des beaux-arts pour que Bouquet soit associé à la décoration du musée des Fresques (copies de fresques romanes) prévu au musée des Monuments français.
En novembre 1949, Bouquet est élu au conseil de la Société de Saint-Jean pour le développement de l'art chrétien sur proposition de Tournon et de Marcel Aubert.
Si les grands décors de l’artiste forment la partie la plus visible de l’œuvre et assurent sa célébrité contemporaine, sa production de chevalet reste à ce jour entièrement à découvrir et cette remarque s’applique à ses portraits comme à la suite que l’artiste consacre à ses figures de prédilection, sujets de patientes spéculations intellectuelles et poétique, qu’il s’agisse d’Ève, d’Orphée, de Léda ou encore de Tristan et Iseut, à travers lesquelles le peintre se mue en véritable ordonnateur des passions humaines. L’artiste tient également sa notoriété à son travail de graveur et d’illustrateur, proche par l’esprit des expériences de Gauguin et de Dufy, privilégiant la taille directe dans des bois fortement contrastés qui se font l’écho des expériences expressionnistes contemporaines.[réf. nécessaire]
Observateur des passions humaines, l’artiste l’est également des développements picturaux contemporains. En ce domaine, le peintre ne cesse de fuir toute ascendance trop envahissante pour rechercher la voie d’un art original invitant tous les moyens plastiques au concert décoratif.
Le 1er juillet 1951, Louis Bouquet est victime d'une crise cardiaque sur l’échafaudage de la salle Molière à Lyon. Il meurt le 25 février 1952 à l’Île Barbe à Lyon.
La mise en valeur de l'artiste est due aux travaux de Philippe Dufieux qui publie en 2010 la première monographie aux Éditions Liénart.

## Œuvres

### Livre illustré
- Dix fables de Jean de La Fontaine, décorées de bois gravés de Louis Bouquet, Paris, Éditions de la Sirène, 1921, 390 exemplaires.

### Peinture

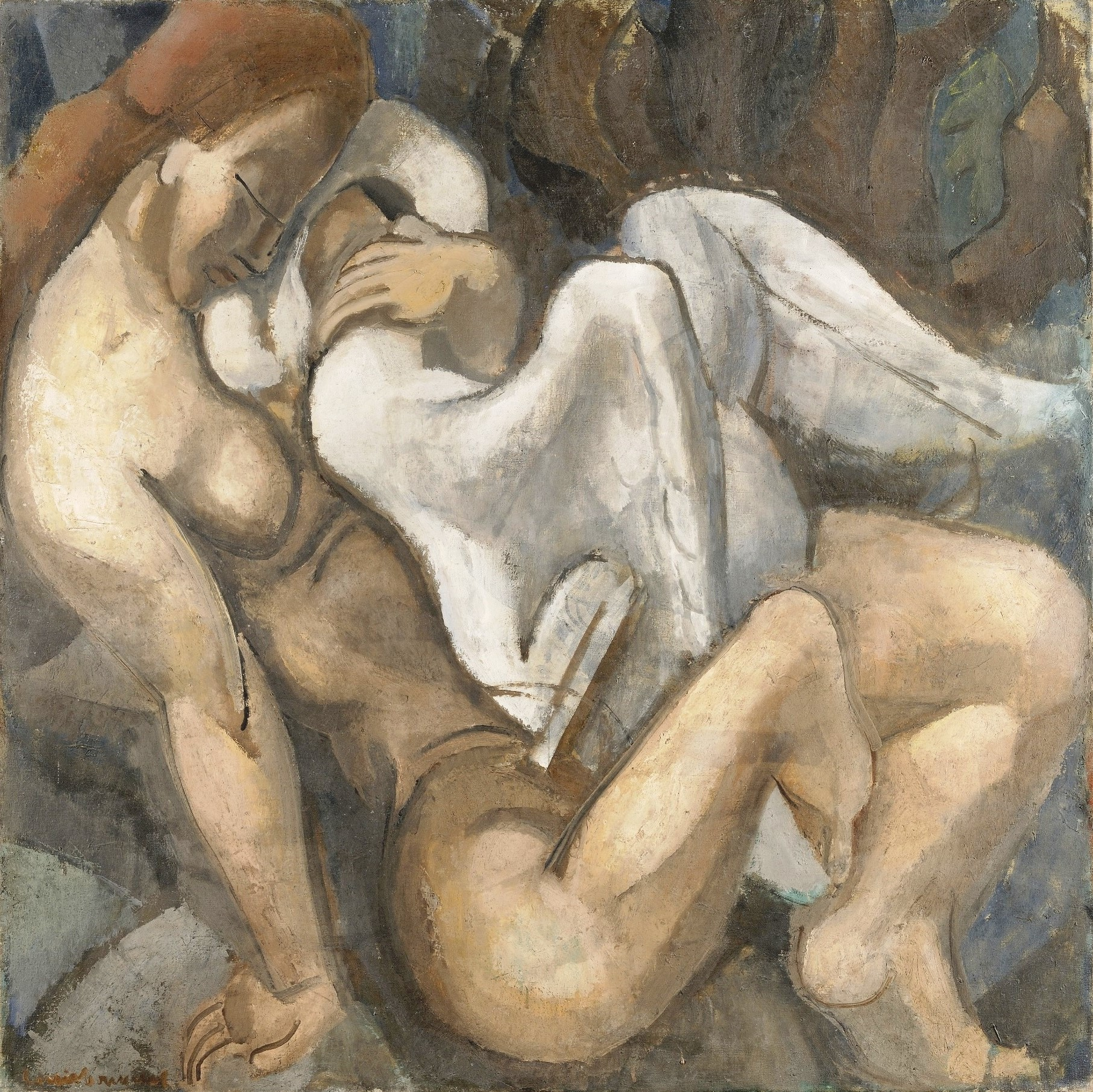
Attribué à Louis Bouquet, Léda carrée (1923), huile sur toile, localisation inconnue.

- 1909-1910, Portrait de Joseph Billiet.
- 1910, Ève.
- 1910, Le conseil d'administration de l'École des beaux-arts de Lyon confie à Bouquet la réalisation d'un portrait d'Antoine Berjon dans le cadre de la Fondation Chenavard.
- 1911, Piéta.
- 1911, Portrait de Moïse Arnaud.
- 1911, Le Gouffre.
- 1912, Portrait de Romain Bouquet.
- 1912, Portrait de Joseph Bernard.
- 1912, Portrait de Simone d’Harcourt.
- 1912, Le Jeune homme et la beauté.
- 1912, Maternité.
- 1913, Le Christ et la croix.
- 1913, Déjeuner.
- Vers 1915, Marie-Madeleine au citron.
- 1918, Maternité.
- 1918, Scène de la vie de famille à Louveciennes.
- Vers 1918, Portrait de l’artiste et de sa femme.
- 1919, Paysage tunisien ou Paysage à l’aqueduc (deux versions).
- 1919, La Descente de croix.
- Vers 1920, Autoportrait.
- 1920, Les Champs-Élysées ou Le Parnasse ; Le Christ au jardin des oliviers ; La Légende d’Orphée ou Orphée charmant les animaux.
- 1922, Les Souliers ;  L’Archer ou Le Chasseur ; Jeune fille à la poupée.
- 1922, Le Christ apaisant les flots ; Les Trois Grâces ou L’Écharpe.
- Vers 1922, Portrait de Marie-Madeleine.
- 1923, Femme au corsage rouge ; Bacchanale ; Portrait de Romain Bouquet; Combat.
- Vers 1923, Les Chasseurs.
- 1923-1924, Portrait de Jacques Copeau ; Emmaüs.
- 1925, Portrait de Marthe Reynaud ou Jeune fille en bleu ; Les Trois Grâces.
- Vers 1926, Portrait de Marcel Lenoir.
- 1927, Nu carré ; La Résurrection de Lazare.
- 1928, Portrait d’Alfred Janniot.
- 1934, Jeune fille cousant ;  Léda.
- 1935, La Femme adultère.
- Vers 1940, Saint-Georges et le dragon ; Narcisse.
- 1948, La Forêt.
- 1949, Le Baiser de Judas (achevé en 1949) ; L’Assomption ; Le Rapt ou Enlèvement des Sabines.

### Estampe
- 1914, Femme au pigeon, gravure sur bois, [deux versions].
- 1916, Sélysette, gravure sur bois.
- 1916-1917, Orphée et Eurydice.
- 1917, La Canuse, L’Archer, gravure sur bois.
- 1917-1918, Orphée et Eurydice, gravure sur bois.
- 1918, Le Mystère de Jésus, bois gravé pour Pascal, Paris, La Sirène.
- 1918, Tête de jeune femme ; Les Chevaux du Soleil, gravures sur bois.
- 1919, La Chevelure, Loulette et sa poupée, Portraits de Marcel Lenoir, gravures sur bois.
- Vers 1920, Orphée et Eurydice ou La Barque ; Orphée charmant les animaux ; Les Filles du Rhin ; Le Chant d’Orphée, gravures sur bois.
- 1920, Femme nue à l’écharpe ; Le Christ au jardin des oliviers, deux versions, Femme assise, gravures sur bois.
- 1921, Tristan et Iseult ; Orphée pleurant la mort d’Eurydice ; Adam et Ève ou Après la faute ; La Théière, gravure sur bois.
- 1921, bois gravés pour Dix Fables de Jean de La Fontaine, Paris, La Sirène.
- 1921, La Pucelle à la rose, roman d’amour et de chevalerie de l’an 1200, mis en nouveau langage par André Mary, Paris, Éditions de la Banderole.
- 1922, Portrait de Henri Le Fauconnier et Autoportrait, gravures sur bois. Six Sonnets du XVIe siècle, ornés de bois de Louis Bouquet, Paris, Société de la gravure sur bois originale.
- Vers 1922, Pégase et Suite d’Orphée, gravures sur bois.
- 1922-1923, Hamlet.
- 1923, Nu allongé, gravures sur bois.
- 1923, bois gravés pour Le Prince charmant de Joseph Billiet, Anvers, Éditions Lumière.
- 1924, Écho et Narcisse. Bois gravés pour Jean Moréas, Trois contes d’amour, Paris, Henri Jonquières et Cie.
- 1925, bois gravés pour Charles Baudelaire, Le Spleen de Paris, Paris, À l’Enseigne du Pot Cassé.
- 1926, bois gravés pour Maurice Maeterlinck, Intérieur, Paris, Les Écrivains Réunis et pour Le Roman de Jehan de Paris, Paris, À l’Enseigne du pot cassé, Les Deux Testaments et les Ballades de Maistre Françoys Villon, Paris, À l’Enseigne du pot cassé et pour Gérard de Nerval, Balkis et Salomon. Histoire de la Reine du matin et du Prince des génies, Paris, À l’Enseigne du pot cassé.
- 1927, XII Gravures sur bois de Louis Bouquet pour illustrer un Faust, Lyon, Les Éditions de l’Antilope. Clément Marot, Les Adieux de Marot à la Ville de Lyon, [décoré par Louis Bouquet et calligraphié en caractères de civilité par Marius Audin], Lyon, Les Éditions de l’Antilope.
- 1928, bois gravé [1re de couverture] pour Claudius Roux et Noré Brunel, La Vie galante à Lyon au bon vieux temps, Lyon, Les Éditions du Fleuve.
- 1929, Léda (gravure sur bois). Bois gravés pour Les Amours de Frêne et Galeran, Paris, Jonquières, Lyon, imprimerie Audin.
- 1932, bois gravés pour Chansons populaires françaises de 1870 à nos jours, Paris, Société de la gravure sur bois originale.
- 1935, bois gravés pour Le Livre nocturne, poèmes par André Mary, Paris, Léon Pichon.
- Vers 1940-1950, Le Char d’Apollon, gravures sur bois
- 1942,Portrait d’André Mary. « Bibliothèque idéale », gravures sur bois
- 1946, bois gravés pour Aucassin et Nicolette, Paris, Jonquières et pour Blaise Pascal, Pensées, Paris, Éditions Varin-Bernier, collection Trésors de l’esprit
- 1947, bois gravés pour Gustave Flaubert, La Légende de St Julien l’Hospitalier, Paris, Éditions de la Cité

### Œuvre décorative
- 1911, collaboration avec Maurice Denis au décor de l’escalier de l’hôtel du prince de Wagram à Paris.
- 1914-1918, Bouquet étudie des projets de décors pour Le Soulier de satin et pour L'Otage avec Jacques Copeau.
- 1925, avec Laprade, il participe à la décoration du Studium Louvre où figurent Les Trois Grâces ou L’Écharpe.
- 1928, Intérieur, Salle de bains de Lady Mendl (miroirs gravés)[réf. nécessaire].
- 1929, L’Apocalypse, Les Vendanges (miroirs gravés)[réf. nécessaire].
- 1935-1941, décors à l’hôtel Roux-Spitz, rue Henry Litolff à Paris.
- 1937, Christ en majesté (projet de décor)[réf. nécessaire].
- 1941, Bacchanale, décor pour l’appartement de Roux-Spitz à La Muette à Paris.
- 1948, Travaux de restauration à l’église Saint-Pierre du Petit-Montrouge à Paris.
- 1948, La Seine à Saint-Fargeau, décor pour la villa de l’architecte Marcel Porcher-Labreuille.
- 1950, Dijon, carrefour européen, projet de décor pour l’hôtel de la Cloche à Dijon avec Laprade[réf. nécessaire].

### Œuvre murale
- 1920 : Le Baptême du Christ (mosaïque)[réf. nécessaire].
- 1921-1922 : L’Impératrice Théodora et ses enfants (mosaïque)[réf. nécessaire].
- 1912, collaboration avec Maurice Denis aux décors du plafond du Théâtre des Champs-Élysées à Paris.
- 1915, décor de l'église Saint-Paul à Grange-Canal, Cologny, près de Genève, avec Maurice Denis.
- 1923-1924, projets de décors pour la salle des fêtes de la Croix-Rousse à Lyon, construite par Michel Roux-Spitz (Les Canuts au travail et Les Canuts au repos).
- 1931, Scène Champêtre, Femme nue debout et Homme nu debout, Salon de l'Afrique du Musée des colonies (fresque), L’architecte Albert Laprade et ses collaborateurs devant le Musée des colonies, Josephat.
- 1933-1934, Le Baptême de Clovis et le concile d’Ephèse, Paris, église du Saint-Esprit.
- 1933, décor de l'escalier d'honneur de l'hôtel de ville de Puteaux.
- 1934, projet de décors (non réalisés) à l’église Notre-Dame du Léman à Vongy (Thonon-les-Bains) construite en 1934 par Maurice Novarina.
- 1937, Exposition internationale des Arts et Techniques dans la vie moderne à Paris : La Teinture du cuir, Le Séchage du cuir et La Tannerie, décors pour le pavillon de la maroquinerie.
- 1937-1939, hôtel des Postes de Lyon (fresque).
- 1938, Les Éléments, les Sciences et les Arts, décor à l’École technique de Limoges avec Roux-Spitz.
- 1937-1940, Grande Poste de Lyon, 300 m2 de fresque.
- 1941, L’Assomption et le Couronnement de la Vierge, projet de décor pour l’église de Grandcamp (Calvados).
- 1943, Les Évangélistes, pendentifs de la coupole de l'Église Saint-Ferdinand-des-Ternes à Paris (fresque).
- 1946-1950, Le Voyage de l’homme en blanc, fresque pour la villa Greystones de l'architecte Michel Roux-Spitz à Dinard (Ille-et-Vilaine).
- 1950-1951, Triomphe de Pégase, plafond de l'atrium de la salle Molière à Lyon (inachevé).

### Tapisserie
- 1926, projet de tapisserie à la gloire de la Ville de Lyon.
- 1936, L’Annonciation.
- 1937, La Source.

## Publications
- Le Livre de ceux qui sont restés, 1916-1917.
- « La ligne dans l’œuvre d’art », Les Lectures, octobre 1918.

## Salons
- Salon d'automne de 1912.

## Expositions
- 10-29 mai 1920 : exposition Louis Bouquet, galerie Moleux, Paris.
- Novembre 1920 : participation à la première exposition Ziniar à Lyon.
- 15-30 avril 1921 : participation à la deuxième exposition Ziniar à Lyon .
- 1922 : exposition Blanc et noir, galerie Joseph Billiet, [œuvres de Louis Bouquet, de Le Fauconnier, de Marcel Gimond, de Frans Masereel et d’Étienne Morillon].
- 1922 : exposition Louis Bouquet – Le Fauconnier, Lyon, galerie Pouille-Lecoultre.
- mars 1922 : exposition Louis Bouquet, Paris, galerie Joseph Billiet.
- 16-31 mars 1923 : exposition Louis Bouquet Le Fauconnier Frans Masereel, Rouen, galerie moderne .
- mars 1923 : exposition Louis Bouquet, Paris, galerie Billiet.
- 1923 : Bouquet présente plusieurs projets de décor (mosaïque, vitrail, tapisserie) à la deuxième exposition de La Douce France.
- 1925 : Bouquet expose le Tombeau Robin (réalisé avec Roux-Spitz).
- Du 22 juillet au 22 août 1928 : exposition Maîtres et Jeunes contemporains, musée d’Antibes.
- janvier 1934 : Bouquet participe à l’exposition « Le retour au sujet », Paris, galerie Billiet-Vorms.
- juillet 1936 : exposition « Le Réalisme et la peinture », Paris, galerie Billiet-Vorms.
- 1937 : Exposition internationale des Arts et Techniques dans la vie moderne à Paris, La Teinture du cuir, Le Séchage du cuir et La Tannerie, décors pour le pavillon de la maroquinerie.
- Du 19 mai au 31 décembre 2021 : "Louis Bouquet : un peintre et graveur lyonnais" 1885-1952, Musée de l'imprimerie et de la communication graphique de Lyon[6]
- Du 19 mai au 29 août 2021 : « L'Odyssée moderne de Louis Bouquet », musée des Beaux-Arts de Lyon[7].

## Récompenses
- 1903 : mention en modèle vivant.
- 1904 : mention en anatomie.
- 1904 : 1er prix de peinture de 2e division.
- 1er prix en portrait peint.
- 2e prix en histoire de l'art.
- 2e prix de peinture.
- 1906 : prix de la Société des amis des arts.
- 1907 : médaille d’or de peinture.
- juillet 1907 : prix de Paris.

## Collections publiques
France
- Lyon, musée des Beaux-Arts.
- Lyon, Archives municipales[8]
- Paris, théâtre des Champs-Élysées : décor du plafond, assistanat pour Maurice Denis.
- Puteaux, hôtel de ville : décor dans l'escalier d'honneur.

Suisse
- Cologny, église Saint-Paul à Grange-Canal : décor intérieur en collaboration avec Maurice Denis.